# Illettré (téléfilm)
Pour plus de détails, voir Fiche technique et Distribution.
Illettré est un téléfilm dramatique français réalisé par Jean-Pierre Améris, diffusé, pour la première fois, le 18 septembre 2018 sur France 3. Il est l'adaptation du roman de Cécile Ladjali.

## Synopsis
Léo travaille en usine depuis l'âge de seize ans. Un jour, son chef d'atelier l'affecte à une machine sur laquelle Léo n'avait pas encore travaillé, en lui ordonnant de bien lire les consignes de sécurité avant de l'utiliser. Problème, le chef ignore tout du handicap de Léo, qu'il a toujours tu : il ne sait pas lire. Du coup, ne pouvant comprendre les instructions écrites de la nouvelle machine, Léo se blesse et se retrouve avec deux doigts sectionnés. À la suite de cet accident de travail, il est licencié pour avoir dissimulé son handicap lors de son embauche, le chef redoutant les conclusions et les sanctions de l'inspection du travail. 
Léo, qui bouillonne de colère à cause de son licenciement, reçoit les visites de Nora, l'infirmière qui vient lui refaire son pansement régulièrement. Pure coïncidence, elle habite dans le même immeuble que lui, et élève seule sa fille. Très vite Léo tombe amoureux d'elle, mais a honte de lui avouer son illettrisme. Jusqu'au jour où Nora finit par comprendre et décide de l'aider à apprendre à lire. En parallèle, Léo doit s'occuper de sa grand-mère, Adélaïde, analphabète, qui l'a élevé seule, et qui est gravement malade. Pour vaincre son illettrisme, Léo doit canaliser sa colère rentrée, dépasser la honte de sa situation, accepter l'aide que Nora lui offre, et enfin faire les efforts d’acquisitions de la lecture.

## Fiche technique
- Titre original : Illettré
- Réalisation : Jean-Pierre Améris
- Scénario : Murielle Magellan, d’après un roman de Cécile Ladjali[2]
- Décors : Denis Bourgier
- Costumes : Laurence Benoît
- Photographie : Pierre Milon
- Son : Bernard Ollivier, Jérôme Alexandre et Cyprien Vidal
- Montage : Sylvie Laugier
- Production : Sophie Révil et Denis Carot
- Sociétés de production : Escazal Films ; France Télévisions (coproduction)
- Société de distribution : France 3
- Pays d’origine :  France
- Langue originale : français
- Genre : drame
- Durée : 90 minutes
- Date de diffusion :
  -  France : 18 septembre 2018 sur France 3[1]

## Distribution
- Kévin Azaïs : Léo
- Sabrina Ouazani : Nora Daoud
- Annie Cordy : Adélaïde Pérez, la grand-mère de Léo
- Siham Laroussi : Violette, la fille de Nora
- Xavier Mathieu : Le chef d'atelier et ami de Léo
- Violaine Fumeau : Suzanne, la formatrice en alphabétisation
- Valentine Alaqui : Solène
- Akila Dehamnia : Akila
- Alain Zef : Gérard
- Christian Mazzuchini : M. Winkler, le patron de Léo
- Florence Huige : Mme Ancelme
- Thierry Nenez : Un des collègues de Léo

## Tournage
Le téléfilm a été tourné à Marseille et dans sa région du 18 octobre au 17 novembre 2017. L'ancienne usine de Fralib, à Gémenos, dans les Bouches-du-Rhône a notamment servi de décor.

## Accueil critique
Moustique loue « la réalisation de Jean-Pierre Améris [qui] joue la corde du réalisme social avec engagement et sincérité ».